# Liga a II-a 2016-2017
Liga a II-a 2016-2017 a fost cel de-al 77-lea sezon al Ligii a II-a, a doua divizie a sistemului de fotbal românesc. Sezonul a început pe 6 august 2016 și se va încheia pe 3 iunie 2017. La sfârșitul sezonului, primele două echipe promovează în Liga I, iar ultimele cinci locuri retrogradează în Liga a III-a. Ocupanta locui trei va juca un baraj tur-retur cu ocupanta locului 12 din Liga I.

## Componența
La sfârșitul sezonului precedent, Petrolul Ploiești s-a desființat. Pe 21 iulie 2016 Rapid București a fost exclusă din Liga I după ce clubul a intrat în faliment, iar locul a fost ocupat de către ACS Poli Timișoara.
Farul Constanța, FCM Bacău și FCM Baia Mare s-au retras din Liga a II-a din cauza problemelor financiare și s-au înscris în Liga a III-a.

Foresta Suceava, Unirea Tărlungeni și Metalul Reșița au fost scăpate de retrogradare datorită numărului insuficient de echipe înscrise în campionat.

### Cluburi
| Club                  | Oraș               | Stadion                           | Capacitate |
| --------------------- | ------------------ | --------------------------------- | ---------- |
| Academica             | Clinceni           | Clinceni Arena                    | 1.000      |
| Afumați               | Afumați            | Stadionul Comunal                 | 2.600      |
| Balotești             | Balotești          | Stadionul Central                 | 3.780      |
| Berceni               | Berceni            | Stadionul Berceni                 | 2.600      |
| Brașov                | Brașov             | Stadionul Tineretului             | 8.800      |
| Chindia Târgoviște    | Târgoviște         | Stadionul Eugen Popescu           | 10.000     |
| Dacia Unirea Brăila   | Brăila             | Stadionul Municipal               | 20.000     |
| Dunărea Călărași      | Călărași           | Stadionul Ion Comșa               | 6.000      |
| Foresta Suceava1      | Suceava            | Stadionul Areni                   | 12.500     |
| Juventus București    | București          | Stadionul Juventus                | 2.500      |
| Luceafărul Oradea     | Oradea             | Stadionul Luceafărul              | 2.200      |
| Metalul Reșița        | Snagov             | Stadionul Voința                  | 1.500      |
| Mioveni               | Mioveni            | Stadionul Orășenesc               | 10.000     |
| Olimpia Satu Mare     | Satu Mare          | Stadionul Olimpia                 | 18.000     |
| Râmnicu Vâlcea        | Râmnicu Vâlcea     | Stadionul Municipal               | 12.000     |
| Sepsi OSK             | Sfântu Gheorghe    | Stadionul Municipal               | 5.000      |
| Politehnica Timișoara | Timișoara          | Stadionul Dan Păltinișanu         | 32.972     |
| Șoimii Pâncota        | Șiria              | Stadionul Otto Greffner           | 1.500      |
| Unirea Tărlungeni     | Ștefăneștii de Jos | Stadionul Dumitru Mătărău         | 1.200      |
| UTA Arad              | Arad / Șiria       | Stadionul Motorul / Otto Greffner | 1.500      |

1 Foresta Suceava este noua denumire a clubului Rapid CFR Suceava.

### Clasament
| Poz | Echipa             | MJ | V  | E  | Î  | GM | GP | G   | Pct  | Promovare sau retrogradare             |
| --- | ------------------ | -- | -- | -- | -- | -- | -- | --- | ---- | -------------------------------------- |
| 1   | Juventus București | 34 | 27 | 3  | 4  | 77 | 18 | +59 | 84   | Promovare în Liga I                    |
| 2   | Sepsi OSK          | 34 | 21 | 8  | 5  | 62 | 29 | +33 | 71   | Promovare în Liga I                    |
| 3   | UTA Arad           | 34 | 20 | 6  | 8  | 64 | 32 | +32 | 66   | Calificare în Baraj                    |
| 4   | CS Mioveni         | 34 | 17 | 8  | 9  | 51 | 30 | +21 | 59   |                                        |
| 5   | Chindia            | 34 | 18 | 4  | 12 | 57 | 37 | +20 | 58   |                                        |
| 6   | Brașov             | 34 | 15 | 11 | 8  | 49 | 35 | +14 | 56   |                                        |
| 7   | Dunărea Călărași   | 34 | 16 | 8  | 10 | 52 | 40 | +12 | 56   |                                        |
| 8   | CS Afumați         | 34 | 17 | 5  | 12 | 56 | 36 | +20 | 56   |                                        |
| 9   | Olimpia            | 34 | 16 | 6  | 12 | 53 | 34 | +19 | 54   |                                        |
| 10  | Luceafărul Oradea  | 34 | 14 | 5  | 15 | 48 | 38 | +10 | 47   |                                        |
| 11  | Brăila             | 34 | 14 | 4  | 16 | 37 | 56 | −19 | 46   |                                        |
| 12  | Foresta Suceava    | 34 | 12 | 5  | 17 | 49 | 69 | −20 | 41   |                                        |
| 13  | CS Balotești       | 34 | 11 | 7  | 16 | 44 | 56 | −12 | 40   |                                        |
| 14  | Clinceni           | 34 | 11 | 6  | 17 | 47 | 69 | −22 | 39   |                                        |
| 15  | Poli Timișoara     | 34 | 10 | 8  | 16 | 48 | 59 | −11 | 38   |                                        |
| 16  | Reșița             | 34 | 6  | 3  | 25 | 35 | 77 | −42 | 21   | Retrogradare în Liga a III-a 2016-2017 |
| 17  | Râmnicu Vâlcea     | 33 | 4  | 6  | 23 | 16 | 67 | −51 | 0183 | Retrogradare în Liga a III-a 2016-2017 |
| 18  | Tărlungeni         | 33 | 2  | 5  | 26 | 15 | 78 | −63 | 014  | Retrogradare în Liga a III-a 2016-2017 |
| 19  | ACS Berceni        | 0  | 0  | 0  | 0  | 0  | 0  | 0   | 02   | Retrogradare în Liga a III-a 2016-2017 |
| 20  | Șoimii Pâncota     | 0  | 0  | 0  | 0  | 0  | 0  | 0   | 01   | Retrogradare în Liga a III-a 2016-2017 |

Sursa: FRF
Reguli de clasare: 
1) puncte; 2) diferența de goluri; 3) goluri marcate.
POZ = Poziția în clasament; (C) = Campioană; (R) = Retrogradată; (P) = Promovată; (E) = Eliminată; (O) = Câștigătoare de play-off; (A) = Avansează în runda următoare. 
Aplicabil doar când sezonul nu este terminat: 
(Q) = Calificare în faza competiției indicată; (TQ) = Calificare în competiție, dar încă nu în faza indicată; (RQ) = Calificată în competiția de retrogradare indicată; (DQ) = Descalificată din competiție.

1. Șoimii Pâncota a fost exclusă din campionat din cauza neplății unor datorii.[6]
2. ACS Berceni s-a retras în prima parte a campionatului și astfel au fost anulate toate rezultatele.[7]
3. CSM Râmnicu Vâlcea s-a retras din campionat în iarnă și a pierdut restul meciurilor la masa verde.[8]
4. Unirea Tărlungeni a fost penalizată cu 10 puncte și a decis să se retragă din campionat și a pierdut restul meciurilor la masa verde.[9]

## Baraj
După terminarea sezonului, ocupanta celui de-al treilea loc va juca un baraj tur-retur cu ocupanta locului 12 din Liga I.
| 12 iunie 2017TUR | ACS Poli Timișoara         | 2 - 1 | UTA Arad       | Timișoara                                              |  |
| 20:30            | Henrique (21'), Cânu (25') |       | Strătilă (52') | Stadion: Dan Păltinișanu Arbitru: George Cătălin Găman |  |

| 15 iunie 2017RETUR | UTA Arad      | 1 - 3 | ACS Poli Timișoara                           | Șiria                                                |  |
| 17:30              | A. Petre (5') |       | Bărbuț (16'), Drăghici (21'), Henrique (88') | Stadion: Otto Greffner Arbitru: Radu Marian Petrescu |  |